# Myrica
Vous pouvez aider à l'améliorer ou bien discuter des problèmes sur sa page de discussion.
- Il ne cite pas suffisamment ses sources. Vous pouvez indiquer les passages à sourcer avec {{référence nécessaire}} ou {{Référence souhaitée}}, et inclure les références utiles en les liant aux notes de bas de page. (Marqué depuis mai 2021)
- Il contient une ou plusieurs listes. Le texte gagnerait à être rédigé sous la forme d’un ou plusieurs paragraphes synthétiques, afin d’être plus agréable à lire. (Marqué depuis mai 2021)

- Archive Wikiwix
- Bing
- Cairn
- DuckDuckGo
- E. Universalis
- Gallica
- Google
- G. Books
- G. News
- G. Scholar
- Persée
- Qwant
- (zh) Baidu
- (ru) Yandex
- (wd) trouver des œuvres sur Wikidata

Genre
Classification phylogénétique
Myrica est un genre végétal qui comprend trois espèces de petits arbres et d'arbustes de la famille des Myricaceae, ordre des Fagales.
Le plus connu de ses représentants est Myrica gale, appelée « myrique baumier », « myrte des marais », ou encore en Amérique du Nord francophone « piment royal » et « bois-sent-bon ». 
Noms vernaculaires : myrte bâtard, lorette, galé odorant, piment aquatique, etc.

## Description
Les buissons de piment royal atteignent généralement 1 à 2 m de hauteur et 1 m de diamètre. Les feuilles, insérées en spirale le long des rameaux, sont simples, longues de 2 à 5 cm, de forme lancéolée retournée (la base de la feuille est effilée et le bout élargi) ; le bord du limbe est ridé ou finement denté. Les fleurs sont des chatons, portés séparément par des plants mâles ou femelles : l'espèce est dioïque. Le fruit est une petite polydrupe. Le feuillage dégage une senteur agréablement résineuse, qui peut aussi rappeler celle des peupliers baumiers.

## Répartition géographique
Ce genre possède une vaste aire de répartition comprenant l'Afrique, l'Asie, l'Europe, l'Amérique du Nord et l'Amérique du Sud mais excluant l'Australasie. 
Le piment royal est indigène en Europe septentrionale et occidentale et en Amérique du Nord. Il est spécifique des sols acides et mouilleux, notamment des tourbières et des bas-marais tourbeux. 
Pour compenser la pauvreté du milieu en minéraux de croissance azotés et pour permettre néanmoins à la plante de se développer, les racines du piment royal hébergent des Actinobactéries fixatrices de l'azote atmosphérique. En effet, la rhizosphère des Myrica encourage des bactéries fixatrices d'azote. Comme l'Argousier, l’Aulne, la Dryade et les filaos, le genre Myrica améliore les sols grâce à la présence au niveau des racines de nodosités hébergeant des bactéries spécialisées (Actinomycètes) capables de fixer l'azote atmosphérique. Cette symbiose avec des Procaryotes fixateurs d'azote est surtout connue chez les représentants des Légumineuses (pois, haricots, lentilles, etc.). En réaction à la pénétration des bactéries, l'hôte développe des nodules (kystes) qui circonscrivent les foyers microbiens. La bactérie obtient de son hôte le glucose et lui abandonne des composées qu'elle produit en excès.

## Usages traditionnels
- Le feuillage odorant est un répulsif naturel et traditionnel, utilisé par les campeurs pour éloigner les insectes piqueurs.
- Les rameaux entrent dans la confection traditionnelle des bouquets de mariage royaux. La plante est utilisée aussi en parfumerie et comme épice.
- En Europe du Nord-Ouest (Allemagne, Belgique, Grande-Bretagne), le piment royal entrait dans la composition d'un mélange, le gruit, servant à parfumer la bière utilisé du Moyen Âge jusqu'au XVIe siècle puis tombé en désuétude avec la généralisation de l'usage du houblon.

## Liste des espèces et sous-espèces
- Myrica gale L.
  - Myrica gale subsp. gale
  - Myrica gale subsp. tomentosa (C.DC.) E. Murray (synonymes : Myrica gale var. tomentosa DC. et Myrica tomentosa (DC.) Aschers. & Graebn.)
- Myrica hartwegii S. Wats.
- Myrica ujhanovii Byalt & Firsov[1]

Beaucoup d'espèces (environ quatre-vingts) ont été reclassées dans d'autres genres, parmi lesquelles :
- Myrica californica (= Myrica heterophylla) renommée en Morella californica
- Myrica cerifera, l'Arbre à suif ou cirier, en Morella cerifera
- Myrica faya en Morella faya
- Myrica inodora en Morella inodora
- Myrica nana en Morella nana
- Myrica nagi en Nageia nagi
- Myrica pensylvanica en Morella pensylvanica
- Myrica pubescens en Morella pubescens
- Myrica rubra en Morella rubra[1]